# 319 км (роз'їзд)
319 кіломе́тр — роз'їзд Криворізької дирекції Придніпровської залізниці на магістральній лінії Мерефа — Херсон, в складі дільниці Нижньодніпровськ-Вузол — Апостолове між станціями Лошкарівка (309 км магістралі) та Павлопілля (327 км магістралі). Розташований поблизу села Сорочине Нікопольського району Дніпропетровської області.

## Історія
На роз'їзді розташовані споруди, які є типовими для лінії Нижньодніпровськ-Вузол — Апостолове: низька пасажирська платформа біля головної магістральної колії, залізобетонний павільйон з квитковою касою (каса законсервована) та навісом.
У 1998 році роз'їзд було тимчасово ліквідовано, проведено демонтаж приймально-відправної колії. Відновлений у 2004 році.

## Пасажирське сполучення
На роз'їзді 319 км до 1 лютого 2024 року щоденно зупинялись приміські поїзди локомотивної тяги сполученням Дніпро — Апостолове. 
| Рух приміських поїздів по роз'їзду 319 км (до 01.02.2024) |                                |                          |
| №                                                         | Маршрут сполучення             | Періодичність курсування |
| 6402                                                      | Апостолове — Дніпро-Лоцманська | Щоденно (без зупинки)    |
| 6405                                                      | Дніпро-Лоцманська — Апостолове | Щоденно (без зупинки)    |
| 6408                                                      | Апостолове — Дніпро-Лоцманська | Щоденно (без зупинки)    |
| 6409                                                      | Дніпро-Лоцманська — Апостолове | Щоденно (без зупинки)    |

Історія пасажирського сполучення
- До 2004 року на роз'їзді зупинялись приміські поїзди: № 6405/6410, № 6411/6414 Апостолове — Лошкарівка та № 6404/6415 Кривий Ріг — Лошкарівка. Після їх скасування були призначені приміські поїзди: № 6403/6406, № 6407/6408, №  6409/6402 Дніпропетровськ-Південний — Апостолове та № 6405/6404 Дніпропетровськ-Південний — Кривий Ріг, які курсували до 2018 року;
- З 2018 року по 1 лютого 2024 року на роз'їзді зупинялись лише приміські поїзди локомотивної тяги  № 6405/6408, № 6409/6402 Дніпро — Апостолове.

Окрім обслуговування приміських поїздів на роз'їзді в минулі роки зупинялися пасажирські поїзди місцевого та далекого сполучення:
- до 1975 року — поїзд № 63/64 Лоцманська — Херсон; поїзд № 285/286 Лоцманська — Херсон; поїзд № 285/286 Лоцманська — Апостолове;
- 1975—1985 рр. — поїзд № 665/666 Дніпропетровськ — Одеса;
- 1985—1996 рр. — поїзд № 630 Одеса — Дніпропетровськ (зупинка була лише у парному напрямку);
- 1997—2001 рр. — поїзд № 641/642 Дніпропетровськ — Апостолове;
- 2001—2003 рр. — нічний пасажирський поїзд № 629/630 Дніпропетровськ — Миколаїв;
- 2003—2004 рр. — поїзд № 629/630 Дніпропетровськ — Апостолове.